# Johan van Boom
Johannes van Boom (Utrecht,  15 september 1807 – Stockholm, 19 maart 1872) was een Zweeds pianist en componist van Nederlandse komaf.
Hij werd geboren binnen het gezin van Johannes Eduardus Gerardus van Boom en Geertruijda van der Linden. Broer Herman van Boom werd fluitist, zus Maria Geertruida harpiste. Hij was officier in de Orde van de Eikenkroon, ridder in de Orde van Vasa, lid van de Deense Orde van de Dannebrog en in het bezit van de Noordstar uit Zweden.
Zijn muzikale opleiding kreeg hij van Johann Nepomuk Hummel en Ignaz Moscheles. Op zijn achttiende vertrok hij naar Stockholm. Zijn spel daar zorgde ervoor dat hij gevraagd werd er pianodocent te worden. In de jaren veertig van de 19e eeuw werd hij er docent aan de Kungliga Musikaliska Akademien, later werd de functie opgewaardeerd tot professor. Hij zou er tot zijn dood blijven werken.
Van hem is een aantal werken bekend, zoals de opera Necken, die uit gevoerd werd in het Koninklijke Opera (Stockholm) en een werk voor de bruiloft van Karel XV van Zweden en Louise van Oranje-Nassau (1828-1871). Andere werken:
- opus 6: Grand quatuor voor piano, viool, altviool en cello
- opus 7: Introduction et variations du run theme original (Schuberth)
- opus 14: Premier grand trio (Schuberth)
- opus 20: Morceau de salon (Grande fantaisie brillante dus les airs nationaux suédois)(Schuberth)
- opus 40: Beautés musicales de la Scandinavie (Schott)
- opus 45: Le salon (collection d’etudes élégantes et instructives)(zes studies, Schott)
- opus 50: Grande valse (Berlijn)
- opus 63: La fontana (Berlijn)
- opus 64: Grande cappricioso (Berlijn)
- opus 70: Adagio religioso

- Gemeinsame Normdatei: 141540052
- International Standard Name Identifier: 0000 0000 8070 0218
- Library of Congress Control Number: n92020439
- Nederlandse Thesaurus van Auteursnamen: 073505374
- LIBRIS: 280260
- Virtual International Authority File: 20102086
- WorldCat: E39PBJjRRykPWvyk9pRpFJrjG3